# Алтернација улога
Алтернација улога  (лат.  — „чинити штогод наизменично”) је позоришни поступак, када се већ приликом прве поделе улога, нека, обично велика улога додели двојици или тројици глумаца или певача.
До алтернације улога може да дође када се сматра да у самом ансамблу постоји више подједнако уметнички предиспонираних чланова. Алтернативно тумачење улоге додељује се и приликом изостанка редовног тумача. Такав поступак се у позоришном жаргону назива „ускакање”.